# Benthochascon
Benthochascon is een monotypisch geslacht van krabben in de familie Carcinidae.

## Soorten
Het geslacht Benthochascon telt slechts één soort:
- Benthochascon hemingi Alcock & Anderson, 1899